# Keeping Up Appearances
Keeping Up Appearances је серија британске комедије ситуације у којој главну улогу игра Патриша Раутлеџ као једна ексцентрична жена која жели да се попне уз друштвену лествицу, Хајасинт Бакет. Своје презиме изговара као француско bouquet (букеј), иако га сви други изговарају као енглеско bucket (бакет, што значи кофа). Написао ју је Рој Кларк, а била је емитована на BBC1 од 1990. до 1995, са укупно 5 сезона и 44 епизоде, од којих су четири божићни специјали. Назив серије потиче од фразалног глагола to keep up appearances, што значи одржати углед односно извесан утисак о себи у јавности.
Године 2004, серија је заузела дванаесто место на анкети Britain's Best Sitcom (Најбоља британска ситуациона комедија). Често се поново емитује на BBC1.

## Радња
Хајасинт Бакет (Патриша Раутлеџ) — која инсистира да се презива Букеј — донекле аналогна Феми из Стеријине Покондиране тикве, своју пажњу посвећује посећивању угледних кућа и одржавању вечера под светлости свећа у својој кући. Често се хвали својим порцеланским шољицама са „ручно насликаним шкољкицама“, својим „белим телефоном са танком жицом и аутоматским поновним бирањем броја“, старинским дрвеним патосом, тапетама, месту у друштву, често помињући угледна имена кад год се за то укаже прилика.
Животни циљ јој је да задиви комшије, пријатеље и важне људе. Када се јави на телефон увек започиње са: „Кућа Букеј, госпођа на телефону“. Често добија позиве у којима се тражи ресторан кинеске хране, на шта се увек пренерази. Вечито њен труд спутавају њене неугледније сестре Дејзи (Џуди Корнвел) и Роуз (Ширли Стелфокс и Мери Милар), као и Дејзин муж ленчуга Онзлоу (Џефри Хјуз). Ова тројка, заједно са Хајасинтиним сенилним оцем често зна да се појави где не треба и тако осрамоти Хајасинт, која примењује изузетне мере како би то спречила („Ричарде, знаш да волим своју породицу, али нема разлога да морам да им се јавим у по бела дана!“) Овакво помодарство отежава живот и људима из њене околине, поготово њеном јадном и измученом мужу Ричарду (Клајв Свифт).
Било како било, једног рођака Хајасинт се не стиди, а то је њена богата сестра Вајолет (Ана Доусон); главна дама ће се често хвалити о Вајолетиној кући својим гостима, док ће њеног мужа сумњиве сексуалне оријентације покушати да сакрије. Хајасинт ће такође покушати да задиви људе са памећу њеног вољеног, али у серији никада виђеног, сина Шеридана. Често почиње приче са „Ма мора да сте чули за мог Шеридана“, на шта слушаоци кажу „често“. Шеридан учестало телефонира тражећи новац, на Ричардову жалост. Ричард је погнуте главе, покушава да се усклади са својом нападном женом која га често увлачи у дубоке али неуспешне планове да се избегне породица или да јој помогне да се успне уз друштвену лествицу. Ричард на почетку ради у месној заједници; међутим, нерадо прихвата превремену пензију на крају треће сезоне.
Хајасинтин зет Онзлоу саосећа се са Ричардом, како је врло упућен колико је тешко живети са Хајасинт. Онзлоу зове Ричарда „Дики“, што Хајасинт не воли. Онзлоу и његова жена, Хајасинтина сестра Дејзи су лењи и аљкави људи који живе са млађом сестром Роуз и њиховим сенилним оцем, којег Хајасинт зове „татица“. Живе у државној кући, где Дејзи и Онзлоу проводе време пијући, једући и гледајући телевизију, док Роуз проводи своје време у кратким сукњама и високим штиклама, покушавајући да заведе ожењене људе, попут Хајасинтиног пароха Мајкла (Џереми Гитинс) или њиховог разведеног комшију Емета (Дејвид Грифин).
У међувремену, сенилни „татица“ штипка женске задњице и непрестано верује да се вратио у ровове Другог светског рата. Онзлоу има пса, који живи испред њихове куће у дотрајалим колима. Пас увек успева да препадне Хајасинт (која притом пада у оближњу живу ограду) тако што лаје (иако никад не лаје на Ричарда, који је једном чак сав срећан махао псу — знајући шта чека Хајасинт).
Комшиница Елизабет (Џозефин Тјусон) је често позвана код Бакетових на кафу. Преплашена да случајно не би просула нешто у Хајасинтиној кући под-конац, ипак не успе да контролише своје нерве. Пошто се то деси, Хајасинт јој даје пластичну чашу, а у једној епизоди чак и дечју флашицу на коју је селотејпом залепљена дршка. Њен брат Емет усељава се код ње на почетку друге сезоне после „незгодног развода“. Диригује и компонује за један аматерско оперско друштво, а недуго потом добија фобију од Хајасинт, која му даје недвосмислене напомене "певајући му у лице" да жели да добије улогу у његовим комадима.

## Епизоде
емитовано је у пет сезона, са четири Божићна специјала, и једним кратким специјалом, од 29. октобра 1990. до 25. децембра 1995. Серија се завршила званично са епизодом „The Pageant“, јер је Патриша Рутлеџ хтела да се фокусира на друге телевизијске и позоришне комаде. Клајв Свифт који је глумио Ричарда је рекао у интервјуу Би-Би-Сију да Раутлеџова „није хтела да је памте само као `Госпођа Бакет´“. У марту 2011, у програму Иза британских ситуационих комедија: од сценарија до екрана, творци/писци/продуценти Keeping Up Appearances су са жалошћу рекли да су веровали да ће серија трајати дуже, да су имали још много прича да испричају, и да је „још била на ногама“.

## Улоге
- Патриша Раутлеџ — Хајасинт Бакет
- Клајв Свифт — Ричард Бакет
- Џозефина Тјусон — Елизабет Ворден
- Џуди Корнвел — Дејзи
- Џефри Хјуз — Онзлоу
- Ширли Стелфокс — Роуз (прва сезона)
- Мери Милар — Роуз (од друге до пете сезоне)
- Дејвид Грифин — Емет Хоксворт (од друге до пете сезоне)
- Џорџ Веб — "Татица"
- Ана Досон — Вајолет (пета сезона)
- Џон Евитс - Брус (пета сезона)
- Џереми Гитинс — Парох Мајкл
- Питер Селијер — Мајор (прва и друга сезона)
- Чармијан Меј - Саветник госпођа Нуџент (од прве до треће сезоне)

## Снимање

### Локације
Екстеријери око Хајасинтине куће снимани су у месту Бинли Вудс, Ворикшир, надомак Ковентрија.
Место одигравања серији није сасвим јасно, али постоје индиције да су то локације у Западном Мидландсу.

## Емитовања
Од прве до пете сезоне
| Сезона | Премијера          | Последња епизода  | Укупно епизода  |
| ------ | ------------------ | ----------------- | --------------- |
| 1      | 29. октобар 1990.  | 3. децембар 1990. | 6               |
| 2      | 1. септембар 1991. | 3. новембар 1991  | 10 + 1 специјал |
| 3      | 6. септембар 1992. | 18. октобар 1992. | 7               |
| 4      | 5. септембар 1993. | 17. октобар 1993. | 7 + 2 специјала |
| 5      | 3. септембар 1995. | 5. новембар 1995. | 10 + 1 специјал |

## Хајасинтини цитати
- "Роуз, нећеш извршити самоубиство. Забрањујем ти... Нико у породици није никад извршио самоубиство, и сигурна сам да нећемо почети да се убијамо онога дана када ми парох долази на чај и лака освежења.", епизода  (сезона један, другаепизода)

- "Шеридан заслужује оца пуног извршне моћи који носи лептир-машну", епизода  (сезона један, четврта епизода)

- "Неће се овајдити од поистовећивања са континенталним класама", епизода , (сезона два, прва епизода)

- "Нећу узгајати Шеридана у континенталној атмосфери", from "A Strange Man", (сезона два, прва епизода)

- "Не мислим да је то смешно, драги. Надам се да нећемо кварити ствари хумором ниже средње класе.", епизода , (сезона два, друга епизода)

- [Поштару] "Надам се да је то најскупља маркица. Једноставно не желим да ми јевтине маркице пролазе у сандуче. Мислила сам да су поштари врло добро обучени да препознају куће за скупе маркице", епизода , (сезона четири, друга епизода)